# На яскравому сонці
«На яскра́вому со́нці» також «На осо́нні» (фр. Plein Soleil) — французький фільм режисера Рене Клемана, перша екранізація роману Патриції Гайсміт «Талановитий містер Ріплі». Англомовна версія відома під назвою «Багряний полудень» (англ. Purple Noon).

## Сюжет
Філіп Грінліф (Моріс Роне), син американського мільйонера, марнує життя зі своєю подружкою Мардж (Марі Лафоре) в Італії. За ним тягається його співвітчизник Том Ріплі (Ален Делон), якого батько Філіпа за п'ять тисяч доларів найняв щоб повернути свого сина до Сан-Франциско. Філіп, що сприймає і Мардж, і Тома як своїх іграшок, не бажає повертатися додому. Ріплі переймається способом життя Філіпа і вирішує його убити, щоб зайняти його місце в житті. Він підлаштовує сварку між Філіпом і Мардж під час прогулянки на яхті, і скривджена Мардж залишає їх на яхті удвох. Том вбиває Філіпа, кидає труп в море, прив'язавши до нього якір, і починає життя під ім'ям Філіпа. Від Мардж він позбавляється листом, написаним на машинці Філіпа, в якому той повідомляє їй про розірвання стосунків. Незабаром Фреді Майлз, що розшукує свого зниклого друга Філіпа, випадково розкриває махінацію Тома, і Томові доводиться позбавитися і від нього. У вбивстві Фреді поліція підозрює Філіпа Грінліфа, тому Том вирішує повернути собі своє ім'я. Він інсценує самогубство Філіпа і підробляє заповіт, згідно з яким спадкоємицею спадку Філіпа стає Мардж. Батько Філіпа визнає останню волю сина. Том Ріплі спокушає Мардж, щоб і далі користуватися грошима Філіпа. Він майже досягає своєї мети, але при продажі яхти Філіпа несподівано знаходиться тіло її хазяїна, що зачепилося канатом за гвинт судна. Ріплі викрито.

## В ролях
| Актор         | Роль          |
| ------------- | ------------- |
| Ален Делон    | Том Ріплі     |
| Моріс Роне    | Філіп Грінліф |
| Марі Лафоре   | Мардж Дюваль  |
| Біллі Кірнс   | друг Філіпа   |
| Френк Латімор |               |
| Ромі Шнайдер  | епізод        |

## Цікаві факти
- Характери і психологічне протистояння героїв Роне і Делона знайдуть продовження у фільмі Жака Дере «Басейн» (1969).